# Castello di Loppem
Il castello di Loppem (in francese château de Loppem) è un castello della Provincia delle Fiandre Occidentali in Belgio, situato a Loppem, all'interno del comune di Zedelgem.

## Storia
Il castello fu fatto costruire dal barone Charles van Caloen per sé e la sua sposa Savina de Gourcy Serainchamps. I lavori di costruzione durarono tra il 1858 e il 1863 su progetto degli architetti Edward Welby Pugin e Jean-Baptiste de Béthune, che lo realizzarono in stile neogotico fiammingo.
Alla fine della prima guerra mondiale, in questo castello l'esercito belga installò il suo Quartier generale e vi si stabilì la sede del gouvernement de Loppem di Alberto I del Belgio.

## Descrizione
Il castello sorge all'interno di una tenuta di 100 ettari ed è circondato da un parco di circa 20 ettari creato a partire dal 1851 dal paesaggista Jean Gindra; il parco comprende stagni, grotte e un labirinto.
Il castello ospita anche collezioni di opere d'arte. È l'unico castello belga di questo stile in cui sia l'architettura sia gli interni sono stati conservati nel loro stato originario.

## Galleria d'immagini

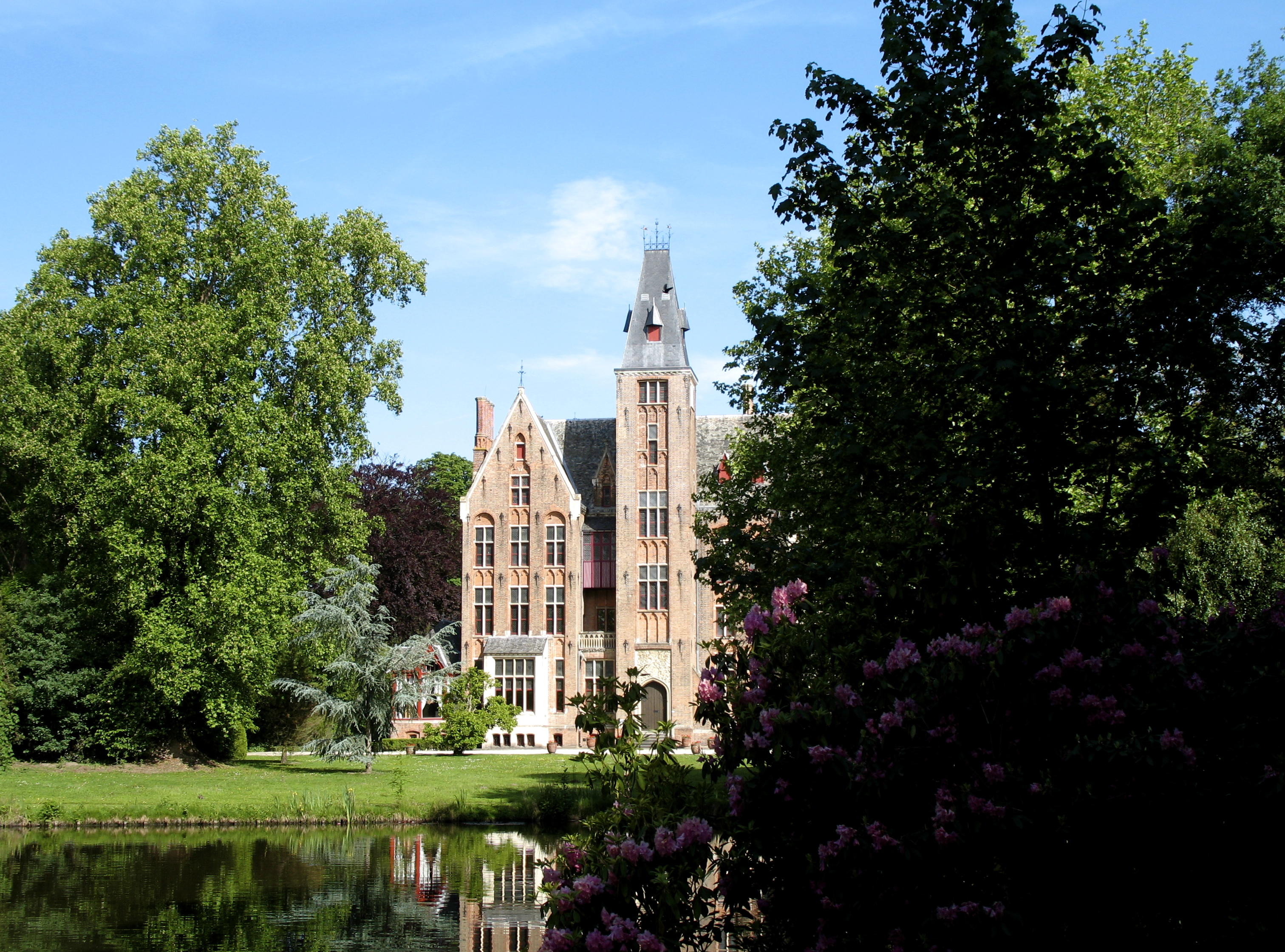
Veduta del castello
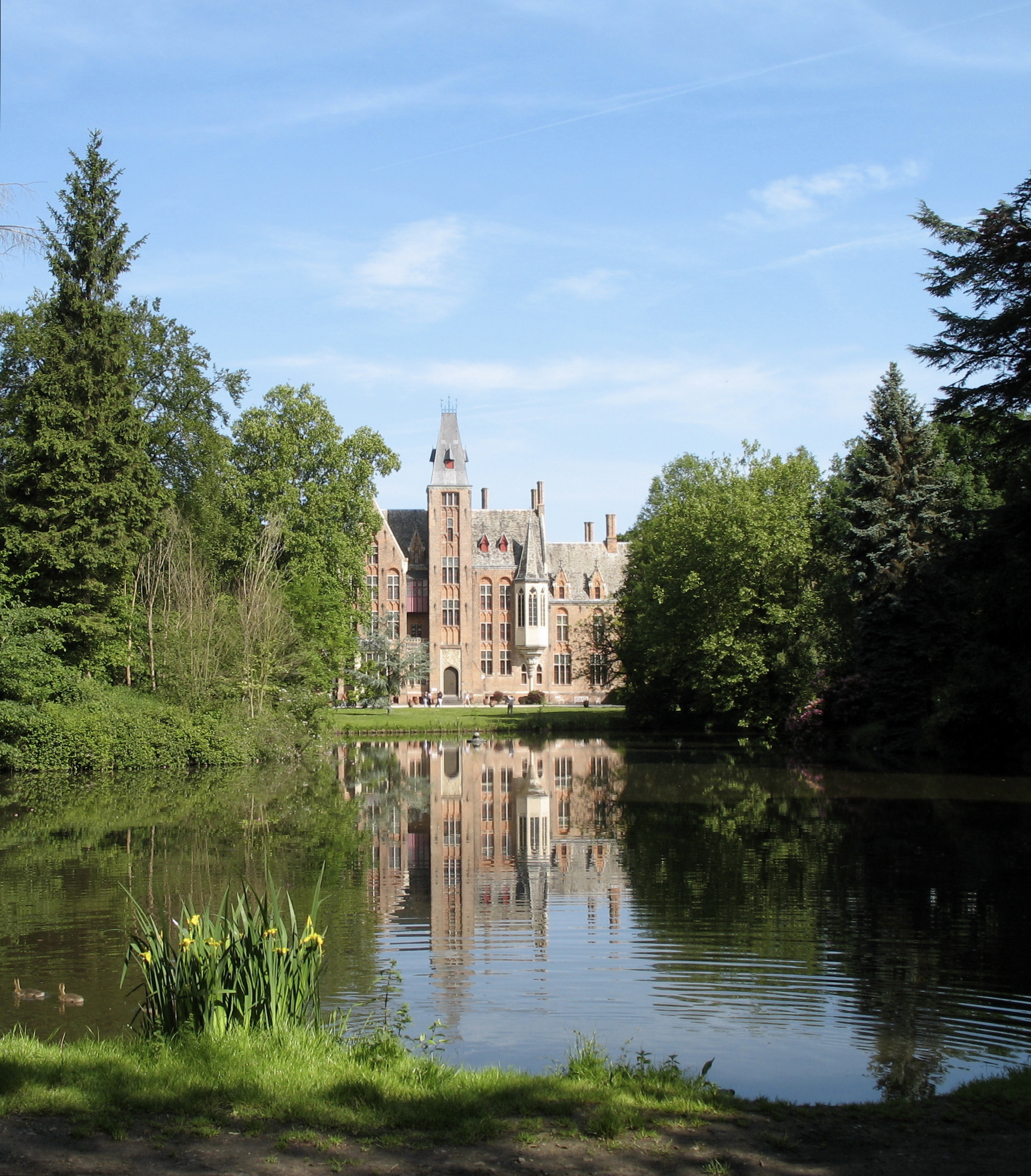
Veduta del castello
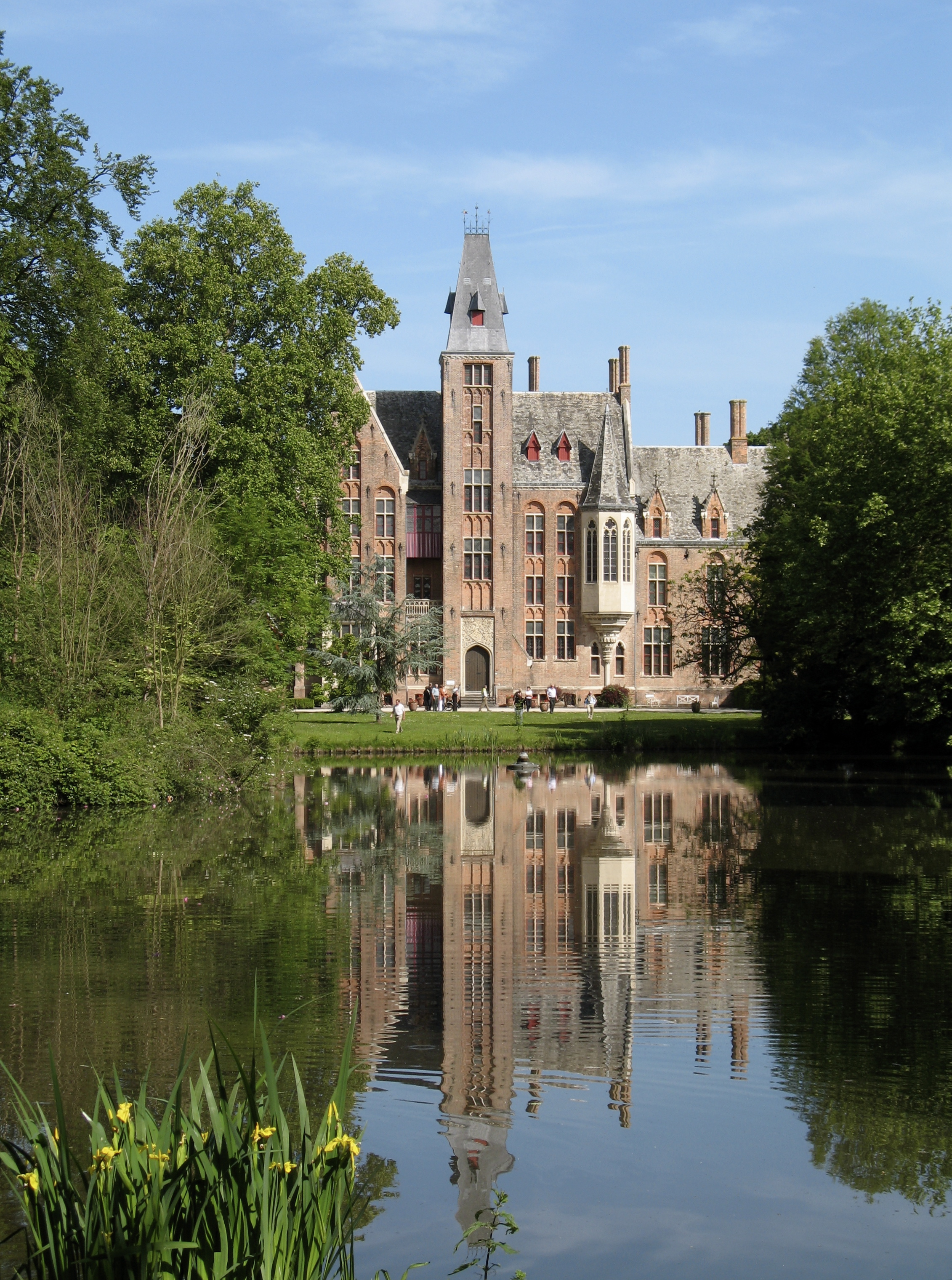
Veduta del castello
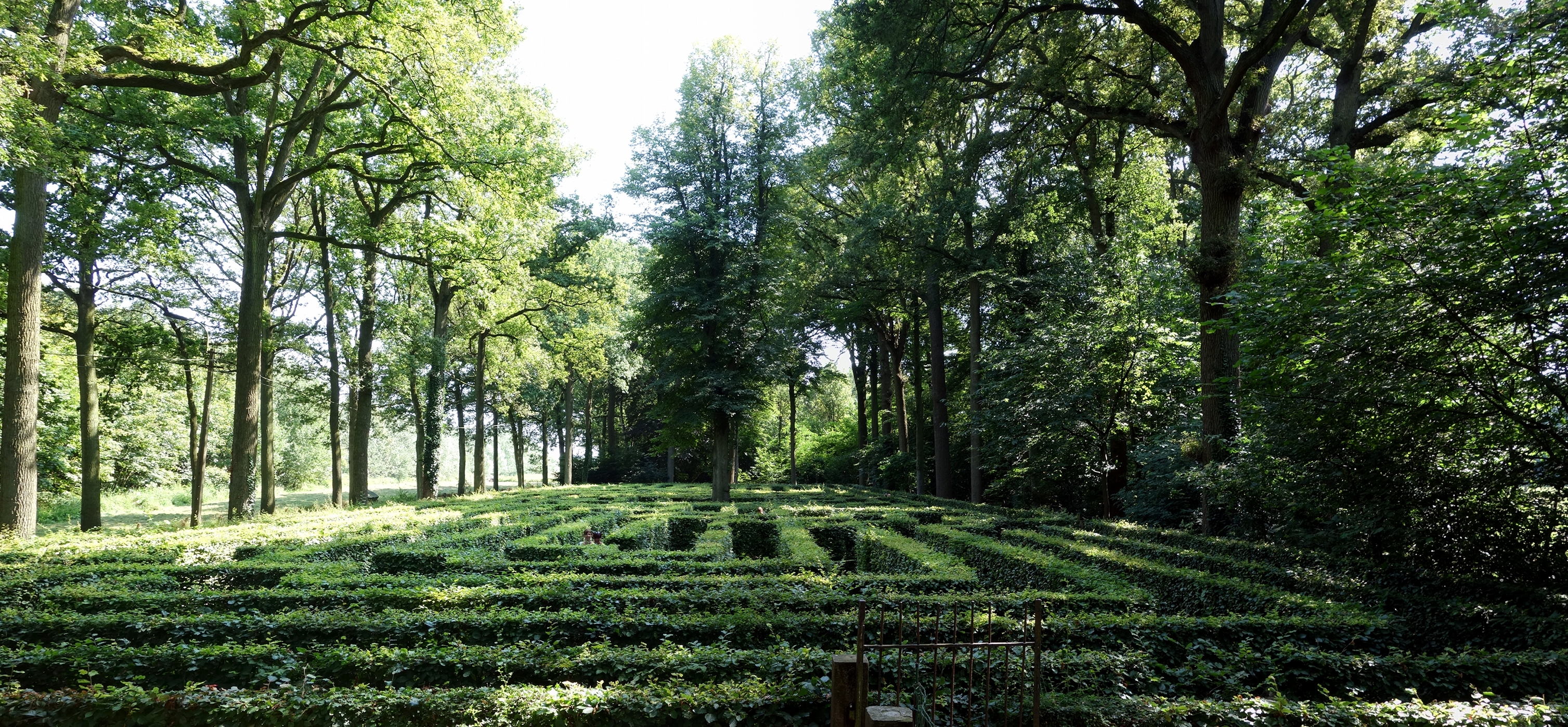
Il labirinto